# Уйчур
Уйчу́р (монг. үйчүүр) — игральные карты, рисованные от руки, для народной игры муушиг, являющиеся произведением монгольской народной живописи конца XIX — начала XX века.
В соответствии с игрой на картах изображались 130 зверей, начиная с птиц и кончая львами. К примеру, в колоде присутствовало 64 вида птиц, от обыкновенного воробья до павлина, попугая, грифа и божественной птицы Гаруды, 32 вида зайцев, 16 видов оленей и так далее. Каждый художник не придерживался каких-либо строгих правил, и в каждую картинку вкладывал своё собственное решение темы, поэтому каждый лист являлся авторским произведением. Также на картах нередко изображались владыки земли и небес, добрые и злые духи в образах людей разных сословий.
В настоящее время собрание игральных карт можно увидеть в Музее изобразительных искусств в Улан-Баторе.